# One Bermuda Alliance
One Bermuda Alliance (OBA) est un parti politique bermudiens fondé en 2011 par la fusion du Parti bermudien uni et de l'Alliance démocratique bermudienne. Son dirigeant est Jarion Richardson.

## Dirigeants
| Chef                              | Début          | Fin            |
| --------------------------------- | -------------- | -------------- |
| John Barritt (intérim)            | mai 2011       | septembre 2011 |
| Craig Cannonier                   | septembre 2011 | mai 2014       |
| Michael Dunkley                   | mai 2014       | juillet 2017   |
| Patricia Gordon-Pamplin (intérim) | juillet 2017   | novembre 2017  |
| Jeanne Atherden                   | novembre 2017  | septembre 2018 |
| Craig Cannonier                   | septembre 2018 | novembre 2020  |
| N.H. Cole Simons                  | novembre 2020  | août 2023      |
| Jarion Richardson                 | août 2023      | en cours       |

## Résultats électoraux
| Élection | Votes  | %    | Sièges  | Position |
| -------- | ------ | ---- | ------- | -------- |
| 2012     | 15 949 | 51,7 | 19 / 36 | 1er      |
| 2017     | 13 832 | 40,6 | 12 / 36 | 2e       |
| 2020     | 8 394  | 32,3 | 6 / 36  | 2e       |
| 2025     | 9 133  | 38,3 | 11 / 36 | 2e       |